# Lista episoadelor din Winx Club
Aceasta este lista episoadelor serialului Winx Club, o animație fantastică italiană realizată în 2004 de către Iginio Straffi și Rainbow S.r.l. Acest serial are 208 de episoade și opt sezoane, cu 26 de episoade în fiecare sezon. Există și trei filme bazate pe acest serial care completează povestea.
| Sezon | Sezon | Episoade | An(i)       | Primul episod      | Ultimul episod     |
| ----- | ----- | -------- | ----------- | ------------------ | ------------------ |
|       | 1     | 26       | 2004        | 28 ianuarie 2004   | 26 martie 2004     |
|       | 2     | 26       | 2005        | 19 aprilie 2005    | 14 iulie 2005      |
|       | 3     | 26       | 2007        | 29 ianuarie 2007   | 28 martie 2007     |
|       | 4     | 26       | 2009        | 15 aprilie 2009    | 13 noiembrie 2009  |
|       | 5     | 26       | 2012 – 2013 | 16 octombrie 2012  | 24 aprilie 2013    |
|       | 6     | 26       | 2014        | 6 ianuarie 2014    | 4 august 2014      |
|       | 7     | 26       | 2015        | 21 septembrie 2015 | 3 octombrie 2015   |
|       | 8     | 26       | 2019        | 15 aprilie 2019    | 17 septembrie 2019 |

## Sezonul 1
| #  | Titlu în limba română       | Titlu în limba italiană  | Titlu în limba engleză     | Titlu în limba engleză (4Kids) |
| -- | --------------------------- | ------------------------ | -------------------------- | ------------------------------ |
| 1  | Un eveniment neașteptat     | Una fata a Gardenia      | An Unexpected Event        | It Feels Like Magic            |
| 2  | Bun venit în Magix!         | Benvenuti a Magix!       | Welcome to Magix!          | More Than High School          |
| 3  | Colegiul Alfea pentru zâne  | L’anello di Stella       | Alfea College for Fairies  | Save The First Dance           |
| 4  | Mlaștina lui Melmamora      | La palude di Melmamora   | The Black-Mud Swamp        | The Voice of Nature            |
| 5  | Întâlnire cu dezastru       | Appuntamento al buio     | Date with Disaster         | Date with Disaster             |
| 6  | Misiune în Turnul Norilor   | Missione a Torrenuvola   | Mission at Cloudtower      | Secret Guardian                |
| 7  | Prieteni în pericol         | A che servono gli amici? | Friends in Need            | Grounded                       |
| 8  | Ziua Trandafirului          | La festa della rosa      | A Friendship Sundered      | The Day of the Rose            |
| 9  | Trădată                     | Il tradimento di Riven   | Betrayed!                  | Spelled                        |
| 10 | Testul lui Bloom            | La fiamma del drago      | Bloom Tested               | Magical Reality Check          |
| 11 | Domnia nimfei               | Il regno delle ninfe     | The Monster and The Willow | Junior League                  |
| 12 | Domnișoara Magix            | Miss Magix               | Miss Magix                 | Miss Magix                     |
| 13 | Fiica Flăcării              | La figlia del fuoco      | A Great Secret Revealed    | Meant To Be                    |
| 14 | Secretul lui Bloom          | Il segreto di Bloom      | Bloom’s Dark Secret        | Witch Trap                     |
| 15 | Voci din trecut             | Voci dal passato         | Honor Above All            | Pushing The Envelope           |
| 16 | Dușmanul în umbră           | Il nemico nell’ombra     | Cold Spell                 | The Nightmare Monster          |
| 17 | Secretul lui Brandon        | Il segreto di Brandon    | Secrets Within Secrets     | Royal Heartbreak               |
| 18 | La revedere, Magix!         | Addio Magix              | Goodbye Magix!             | Senior Witches Go To Earth     |
| 19 | Atacul asupra Alfeei        | Attacco ad Alfea         | The Fall of Magix          | The Army of Decay              |
| 20 | Dispariția lui Bloom        | La scomparsa di Bloom    | Mission to Domino          | Sparks of Hope                 |
| 21 | Capcana gheții              | Trappola di ghiaccio     | The Crown of Dreams        | The Frozen Palace              |
| 22 | Reîntoarcerea lui Riven     | Il Ritorno di Riven      | Storming Cloudtower        | Mission To Cloud Tower         |
| 23 | Evadarea din Turnul Norilor | Fuga da Torrenuvola      | Power Play                 | The Search for the Flame       |
| 24 | Misterul lacului            | Il mistero del lago      | The Witches’ Siege         | Battle for Alfea               |
| 25 | Somnul Magix-ului           | Il sonno di Magix        | The Ultimate Challenge     | The Great Witch Invasion       |
| 26 | Bătălia finală              | Battaglia finale         | The Witches’ Downfall      | Fire and Ice                   |

## Sezonul 2
| #       | Titlu în limba română        | Titlu în limba italiană         | Titlu în limba engleză      | Titlu în limba engleză (4Kids) |
| ------- | ---------------------------- | ------------------------------- | --------------------------- | ------------------------------ |
| 1 (27)  | Fenixul întunecat            | La fenice d’ombra               | The Shadow Phoenix          | Back To School                 |
| 2 (28)  | Reîntoarcerea vrăjitoarelor  | Il ritorno delle Trix           | Up To Their Old Trix        | Princess Of Tides              |
| 3 (29)  | Misiunea de salvare          | Missione di salvataggio         | Rescue Mission              | Into The UnderRealm            |
| 4 (30)  | Prințesa Amentia             | La principessa Amentia          | The Princess Amentia        | Queen of Perfection            |
| 5 (31)  | Legătura magică              | Magico Bonding                  | Magic Bonding               | Rescuing The Pixies            |
| 6 (32)  | Căsătoria lui Brandon        | Il matrimonio di Brandon        | Runaway Groom               | My Boyfriend’s Wedding         |
| 7 (33)  | Piatra misterioasă           | La pietra misteriosa            | The Mysterious Stone        | The Dark Tower                 |
| 8 (34)  | Petrecerea distrusă          | Il guastafeste                  | Party Crasher               | Party Monster                  |
| 9 (35)  | Secretul profesorului Avalon | Il segreto del professor Avalon | Professor Avalon’s Secret   | Angel of Doom                  |
| 10 (36) | Cripta codului               | La cripta del codice            | Crypt of the Codex          | Reaching for the Sky           |
| 11 (37) | Cursa împotriva timpului     | Corsa contro il tempo           | Race Against Time           | Homesick                       |
| 12 (38) | Împreună pentru victorie     | Unite per la vittoria           | Winx Together!              | Truth or Dare                  |
| 13 (39) | Doamna dansului              | La dama del ballo               | Invisible Pixies            | Gangs of Gardenia              |
| 14 (40) | Bătălia pe planeta Eraklyon  | Battaglia sul pianeta Eraklyon  | Battle on Planet Eraklyon   | The Wrong Righters             |
| 15 (41) | Spectacolul continuă         | Lo spettacolo continua          | The Show Must Go On!        | Magic in my Heart              |
| 16 (42) | Hallowinx                    | Hallowinx                       | Hallowinx                   | The Fourth Witch               |
| 17 (43) | Înfrățirea cu vrăjitoare     | Gemellaggio con le streghe      | Twinning with the Witches   | Exchange Students              |
| 18 (44) | În inima Turnului Norilor    | Nel cuore di Torrenuvola        | In the Heart of Cloudtower  | Heart of Cloud Tower           |
| 19 (45) | Spionul din umbră            | La spia nell’ombra              | The Spy in the Shadows      | Shadows in Bloom               |
| 20 (46) | Satul zânișoarelor           | Il villaggio delle Pixies       | Pixie Village               | The First Charmix              |
| 21 (47) | Puterea Charmix              | Il potere del Charmix           | Charmix Power               | Trouble in Paradise            |
| 22 (48) | Wildland: marea capcană      | Wildland: la grande trappola    | Danger in the Wildland      | Last Resorts                   |
| 23 (49) | Momentul adevărului          | Il momento della verità         | The Time for Truth          | Darkness and Light             |
| 24 (50) | Prizonierul întunericului    | Prigioniera di Darkar           | Darkar’s Prisoner           | Desperately Seeking Bloom      |
| 25 (51) | Față în față cu dușmanii     | Faccia a faccia con il nemico   | Face to Face with The Enemy | Storming Shadowhaunt           |
| 26 (52) | Fenixul învins               | Le ceneri della Fenice          | The Phoenix Revealed        | The Ultimate Power Couple      |

## Sezonul 3
| #       | Titlu în limba română      | Titlu în limba italiană      | Titlu în limba engleză       | Titlu în limba engleză (4Kids) | Titlu în limba engleză (Nickelodeon) |
| ------- | -------------------------- | ---------------------------- | ---------------------------- | ------------------------------ | ------------------------------------ |
| 1 (53)  | Balul prințesei            | Il ballo della principessa   | The Princess’ Ball           | The Princess’ Ball             | The Perfect Dress                    |
| 2 (54)  | Marca lui Valtor           | Il marchio di Valtor         | The Valtor’s Mark            | Beauty Is A Beast              | Valtor’s Plan                        |
| 3 (55)  | Prințesa și bestia         | La principessa e la bestia   | The Fairy and The Beast      | Pretty Pretty Princess         | The Monster’s Escape                 |
| 4 (56)  | Oglinda adevărului         | Lo specchio della verità     | The Mirror of Truth          | Mirror of Truth                | Stella’s Truth                       |
| 5 (57)  | Marea fricii               | Il mare della paura          | The Sea of Fear              | Mission To Tides               | Andros In Danger                     |
| 6 (58)  | Alegerea Laylei            | La scelta di Aisha           | Layla’s Choice               | The Mermaid Queen              | Aisha’s Courage                      |
| 7 (59)  | Compania Luminii           | La compagnia della luce      | The Company of The Light     | Royal Behavior                 | Heroes of the Past                   |
| 8 (60)  | Un adversar dibaci         | Una sleale avversaria        | Disloyal Adversary           | Dark Sky                       | Diaspro’s Deception                  |
| 9 (61)  | Inima și sabia             | Il cuore e la spada          | The Heart and The Sword      | Operation Boyfriend Rescue     | Breaking the Mark                    |
| 10 (62) | Alfea sub asediu           | Alfea sotto assedio          | Alfea Under Siege            | Attack of the Zombie Witches   | Taking Over Cloudtower               |
| 11 (63) | Capcană pentru zâne        | Trappola per fate            | A Trap for Fairies           | Missing in Action              | Facing The Enemy                     |
| 12 (64) | Lacrima arborelui negru    | Le lacrime del salice nero   | The Black Willow’s Tears     | Tears from the Black Willow    | A Journey to Linphea                 |
| 13 (65) | O ultimă bătaie de aripi   | Un ultimo battito d’ali      | One Last Fluttering of Wings | Point of No Return             | Tecna’s Sacrifice                    |
| 14 (66) | Furie!                     | Furia!                       | Fury!                        | Pay Back                       | Revenge!                             |
| 15 (67) | Insula dragonilor          | L’isola dei draghi           | The Island of Dragons        | The Island of Dragons          | Dragon Quest                         |
| 16 (68) | Din cenușă                 | Dalle ceneri                 | From The Ashes               | The Power Within               | Building Hope                        |
| 17 (69) | În vizuina dragonului      | Nella tana del serpente      | In The Snake’s Lair          | The Omega Mission              | The Omega Dimension                  |
| 18 (70) | Cutia lui Valtor           | Lo scrigno di Valtor         | Valtor’s Box                 | Day at the Museum              | The Museum of Magic                  |
| 19 (71) | În ultimul minut           | All’ultimo minuto            | At The Last Moment           | Biker Chick Wedding Crashers   | Back to Solaria                      |
| 20 (72) | În așteptarea zânișoarelor | La carica delle Pixies       | The Pixies’ Charge           | Little Big Shots               | The Pixies Fight Back                |
| 21 (73) | Turnul roșu                | La torre rossa               | The Red Tower                | The Golden Kingdom             | Beyond The Magic Dimension           |
| 22 (74) | Labirintul de cristal      | Il labirinto di cristallo    | The Crystal Labyrinth        | The Crystal Labyrinth          | Finding Your Way                     |
| 23 (75) | Alegerea vrăjitorului      | La sfida dei maghi           | The Wizards’ Challenge       | The Wizards’ Challenge         | The Water Stars                      |
| 24 (76) | Revelația vrăjitoarelor    | La rivelazione delle streghe | Witches’ Revelation          | The Witches’ Crypt             | Seeking The Truth                    |
| 25 (77) | Mânia magicianului         | L’ira dello stregone         | Wizard’s Anger               | The Spell of the Element       | Valtor’s Fury                        |
| 26 (78) | Un nou început             | Un nuovo inizio              | A New Beginning              | Fire and Flame                 | The Final Battle                     |

## Sezonul 4
| #          | Titlu în limba română                 | Titlu în limba italiană                  | Titlu în limba engleză                    | Titlu în limba engleză (Nickelodeon)      |
| ---------- | ------------------------------------- | ---------------------------------------- | ----------------------------------------- | ----------------------------------------- |
| 0 (Film 1) | Winx Club: Secretul regatului pierdut | Winx Club - Il segreto del regno perduto | Winx Club: The Secret of the Lost Kingdom | Winx Club: The Secret of the Lost Kingdom |
| 1 (79)     | Vânătorii de zane                     | I cacciatori di fate                     | The Fairy Hunters                         | The Wizards of the Black Circle           |
| 2 (80)     | Pomul vieții                          | L’albero della vita                      | The Tree of Life                          | Fear in Pixie Village                     |
| 3 (81)     | Ultima zână de pe Pământ              | L’ultima fata della Terra                | The Last Fairy on Earth                   | Winx on Earth!                            |
| 4 (82)     | Love & Pet                            | Love & Pet                               | Love & Pet                                | Magic Pets                                |
| 5 (83)     | Cadoul lui Mitzi                      | Il regalo di Mitzi                       | Mitzi’s Present                           | Ogron’s Spell                             |
| 6 (84)     | O zână în pericol                     | Una fata in pericolo                     | A Fairy in Danger                         | A Fairy Found                             |
| 7 (85)     | Winx Believix                         | Winx Believix                            | Winx Believix                             | I Believe in You                          |
| 8 (86)     | Cercul alb                            | Il Cerchio Bianco                        | The White Circle                          | Hidden in the Country                     |
| 9 (87)     | Nebula                                | Nebula                                   | Nebula                                    | Nebula’s White Circle                     |
| 10 (88)    | Cântecul Musei                        | La canzone di Musa                       | Musa’s Song                               | The Audition                              |
| 11 (89)    | Winx Club pentru totdeauna            | Winx Club per sempre                     | Winx Club Forever                         | Superheroes                               |
| 12 (90)    | Tată! Sunt o zână!                    | Papà! Sono una fata!                     | Dad! I’m a Fairy!                         | The Pets’ Pursuit                         |
| 13 (91)    | Atacul vrăjitorilor                   | L’attaco degli stregoni                  | The Wizards Attack!                       | Roxy’s Energy                             |
| 14 (92)    | 7: Numărul perfect                    | 7: Il numero perfetto                    | 7: The Perfect Number                     | Bringing Magic Back                       |
| 15 (93)    | Lecții de magie                       | Lezioni di magia                         | Magic Lessons                             | The New Witch in Town                     |
| 16 (94)    | O lume virtuală                       | Un mondo virtuale                        | A Virtual World                           | The Virtual Hideout                       |
| 17 (95)    | Insula încântată                      | L’isola incantata                        | The Enchanted Island                      | Island Tricks                             |
| 18 (96)    | Furia naturii                         | La furia della natura                    | The Nature Rage                           | Diana’s Attack                            |
| 19 (97)    | În regatul Dianei                     | Nel regno di Diana                       | In Diana’s Kingdom                        | In the Amazon Forest                      |
| 20 (98)    | Darurile Destinului                   | I doni del destino                       | The Gifts of Destiny                      | Diana’s Redemption                        |
| 21 (99)    | Peștera Sibyllei                      | La caverna di Sibylla                    | Sibylla’s Cave                            | The Fairy of Justice                      |
| 22 (100)   | Turnul înghețat                       | La torre gelata                          | The Frozen Tower                          | Aurora’s Tower                            |
| 23 (101)   | Bloom și Nebula                       | La prova di Bloom                        | Bloom’s Trial                             | Bloom's Challenge                         |
| 24 (102)   | Ziua justiției                        | Il giorno della giustizia                | The Day of Justice                        | The Wizard’s Trap                         |
| 25 (103)   | Secretul Morganei                     | Il segreto di Morgana                    | Morgana Secrets                           | Home at Last                              |
| 26 (104)   | Gheață și foc                         | Ghiaccio e fuoco                         | Ice and Fire                              | Duel in the Omega Dimension               |

## Sezonul 5
| #          | Titlu în limba română        | Titlu în limba italiană         | Titlu în limba engleză          |
| ---------- | ---------------------------- | ------------------------------- | ------------------------------- |
| 0 (Film 2) | Winx Club: Aventura magică   | Winx Club 3D - Magica avventura | Winx Club 3D: Magical Adventure |
| 1 (105)    | Deversarea                   | Minaccia dall’oceano            | The Spill                       |
| 2 (106)    | Ascensiunea lui Tritannus    | L’ascesa di Tritannus           | The Rise of Tritannus           |
| 3 (107)    | Întoarcerea la Alfea         | Ritorno ad Alfea                | Return to Alfea                 |
| 4 (108)    | Cartea Sirenix               | Il libro Sirenix                | The Sirenix Book                |
| 5 (109)    | Lilo                         | Il magico Lilo                  | The Lilo                        |
| 6 (110)    | Puterea Harmonix             | Potere Harmonix                 | The Power of Harmonix           |
| 7 (111)    | Scoicile sclipitoare         | Le conchiglie luccicanti        | The Shimmering Shells           |
| 8 (112)    | Secretul Recifului de Rubin  | La melodia del rubino           | Secret of the Ruby Reef         |
| 9 (113)    | Piatra empatiei              | La gemma dell’empatia           | The Gem of Empathy              |
| 10 (114)   | Un Crăciun Magix             | Natale ad Alfea                 | A Magix Christmas               |
| 11 (115)   | Trucurile lui Trix           | Le Trix in agguato              | Trix Tricks                     |
| 12 (116)   | Testul curajului             | Prova di coraggio               | Test of Courage                 |
| 13 (117)   | Sirenix                      | Le fate Sirenix                 | Sirenix                         |
| 14 (118)   | Tronul împăratului           | Il trono dell’imperatore        | The Emperor’s Throne            |
| 15 (119)   | Coloana de lumină            | Il pilastro della luce          | The Pillar of Light             |
| 16 (120)   | Eclipsa                      | L’eclissi                       | The Eclipse                     |
| 17 (121)   | Reflexii de departe          | L’occhio che ispira le fate     | Faraway Reflections             |
| 18 (122)   | Devoratorul                  | Il divoratore                   | The Devourer                    |
| 19 (123)   | Balenele cântătoare          | Il canto delle balene           | The Singing Whales              |
| 20 (124)   | Problemele iubirii           | Problemi sentimentali           | The Problems of Love            |
| 21 (125)   | O întâlnire perfectă         | Un appuntamento perfetto        | A Perfect Date                  |
| 22 (126)   | Ascultă-ți inima             | Ascolta il tuo cuore            | Listen To Your Heart            |
| 23 (127)   | Ochiul rechinului            | Sulle tracce di Politea         | The Shark’s Eye                 |
| 24 (128)   | Salvarea Golfului Paradis    | Il respiro dell’oceano          | Saving Paradise Bay             |
| 25 (129)   | Lupta pentru Oceanul Infinit | Scontro epico                   | The Last Discovery              |
| 26 (130)   | Sfârșitul lui Tritannus      | La fine dell’incubo             | The Fall of Tritannus           |

## Sezonul 6
| #          | Titlu în limba română        | Titlu în limba italiană            | Titlu în limba engleză              |
| ---------- | ---------------------------- | ---------------------------------- | ----------------------------------- |
| 0 (Film 3) | Winx Club: Misterul abisului | Winx Club: Il mistero degli abissi | Winx Club: The Mystery of the Abyss |
| 1 (131)    | Inspirația Sirenixului       | L’ispirazione del Sirenix          | Inspiration of Sirenix              |
| 2 (132)    | Legendarium                  | Legendarium                        | The Legendarium                     |
| 3 (133)    | Școala zburătoare            | Il collegio volante                | The Flying School                   |
| 4 (134)    | Puterea Bloomix              | Il potere Bloomix                  | Bloomix Power                       |
| 5 (135)    | Auditoriul de Aur            | L’auditorio d’oro                  | The Golden Auditorium               |
| 6 (136)    | Vârtej de flăcări            | I Mangiafuoco                      | Vortex of Flames                    |
| 7 (137)    | Biblioteca pierdută          | La biblioteca perduta              | The Lost Library                    |
| 8 (138)    | Atacul sfinxului             | L’attaco della Sfinge              | The Attack of the Sphinx            |
| 9 (139)    | Templul dragonului verde     | Il tempio del drago verde          | Shrine of the Green Dragon          |
| 10 (140)   | Sera secretă                 | La serra di Alfea                  | The Secret Greenhouse               |
| 11 (141)   | Vise sfărâmate               | Sogni infranti                     | Broken Dreams                       |
| 12 (142)   | Fiii nopții                  | I figli della notte                | Shimmer in the Shadows              |
| 13 (143)   | Zâna nașă                    | La fata madrina                    | The Fairy Godmother                 |
| 14 (144)   | Mythix                       | Mythix                             | Mythix                              |
| 15 (145)   | Misterul din Calavera        | Il mistero di Calavera             | The Mystery of Calavera             |
| 16 (146)   | Invazia de zombi             | L’invasione degli zombie           | Zombie Invasion                     |
| 17 (147)   | Blestemul din Fearwood       | La maledizione di Fearwood         | The Curse of Fearwood               |
| 18 (148)   | Totemul magic                | Il totem magico                    | The Magical Totem                   |
| 19 (149)   | Regina pentru o zi           | Regina per un giorno               | Queen For a Day                     |
| 20 (150)   | Banchetul Solariei           | Il banchetto di Solaria            | Stella’s Big Party                  |
| 21 (151)   | O iubire monstruoasă         | Un amore mostruoso                 | A Monstrous Crush                   |
| 22 (152)   | Cafeneaua muzicală           | Music Café                         | The Music Café                      |
| 23 (153)   | Imnul din Alfea              | L’inno di Alfea                    | The Anthem                          |
| 24 (154)   | Atacul de campioane          | Scontro fra campioni               | Clash of Champions                  |
| 25 (155)   | Acheron                      | Acheron                            | Acheron                             |
| 26 (156)   | Winx de neuitat              | Winx per sempre                    | Winx Forever                        |

## Sezonul 7
| #        | Titlu în limba română       | Titlu în limba italiană        | Titlu în limba engleză          |
| -------- | --------------------------- | ------------------------------ | ------------------------------- |
| 1 (157)  | Parcul natural din Alfea    | Il parco naturale di Alfea     | Natural Park of Alfea           |
| 2 (158)  | Zânele tinere cresc         | Giovani fate crescono          | Young Fairies Grow Up           |
| 3 (159)  | Fluturix                    | Butterflix                     | Butterflix                      |
| 4 (160)  | Prima culoare a universului | Il primo colore dell’universo  | The First Color of the Universe |
| 5 (161)  | Un prieten din trecut       | Un amico dal passato           | A Friend From The Past          |
| 6 (162)  | Aventură pe Linphea         | Avventura su Linphea           | Adventure on Linphea            |
| 7 (163)  | Feriți-vă de lup            | Attenti al magilupo            | Beware Of The Wolf              |
| 8 (164)  | Înapoi în Evul Mediu        | Ritorno al medioevo            | Back In The Middle Ages         |
| 9 (165)  | Pisica zână                 | Il gatto fatato                | The Fairy Cat                   |
| 10 (166) | Winx prinse!                | Winx in trappola               | Winx Trapped!                   |
| 11 (167) | Misiune în junglă           | Missione nella giungla         | Mission In The Jungle           |
| 12 (168) | Un animal zână pentru Tecna | L’animale fatato di Tecna      | A Fairy Animal For Tecna        |
| 13 (169) | Secretul unicornului        | Il segreto dell’unicorno       | The Unicorn’s Secret            |
| 14 (170) | Puterea Tynix               | Potere Tynix                   | Tynix Transformation            |
| 15 (171) | Pietrele magice             | Le pietre magiche              | The Magic Stones                |
| 16 (172) | Înapoi la golful Paradis    | Ritorno a Baia Paradiso        | Back to Paradise Bay            |
| 17 (173) | Pierdute într-o picătură    | Viaggio di una goccia          | Lost In A Droplet               |
| 18 (174) | Ziua Banana                 | Il rapimento di Stella         | Banana Day                      |
| 19 (175) | Curcubeul de pe Magix       | L’arcobaleno di Magix          | The Magix Rainbow               |
| 20 (176) | Winx bebeluși               | Bebè Winx                      | Baby Winx                       |
| 21 (177) | Este o lume nebună, nebună  | Pazzo, pazzo mondo             | It’s A Crazy, Crazy World       |
| 22 (178) | Regatul diamantelor         | Il regno dei diamanti          | The Kingdom Of Diamonds         |
| 23 (179) | Secretul Alfeei             | Il cuore di Alfea              | The Secret Of Alfea             |
| 24 (180) | Fluturele auriu             | La farfalla dorata             | The Golden Butterfly            |
| 25 (181) | Noua armonie magică         | Un patto inatteso              | New Magic Harmony               |
| 26 (182) | Puterea animalelor zâne     | Il potere degli animali fatati | The Power Of The Fairy Animals  |

## Sezonul 8
| #        | Titlu în limba română        | Titlu în limba italiană       | Titlu în limba engleză        |
| -------- | ---------------------------- | ----------------------------- | ----------------------------- |
| 1 (183)  | Noaptea stelelor             | La notte delle stelle         | Night of the Stars            |
| 2 (184)  | Regatul Lumenilor            | Il regno delle Lumen          | A Kingdom of Lumens           |
| 3 (185)  | Atac la nucleu               | Attacco al nucleo             | Attack on the Core            |
| 4 (186)  | PopStar!                     | PopStar!                      | PopStar!                      |
| 5 (187)  | Secretul lui Orion           | Il segreto di Orion           | Orion’s Secret                |
| 6 (188)  | Soarta stelei far            | La stella faro                | Doom of the Lighthouse Star   |
| 7 (189)  | O capcană pe Prometia        | Trappola su Prometia          | Trapped on Prometia           |
| 8 (190)  | În adâncurile Androsului     | Negli abissi di Andros        | Into the Depths on Andros     |
| 9 (191)  | Lumina lui Gorgol            | La luce di Gorgol             | The Light of Gorgol           |
| 10 (192) | Hidra se trezește            | Il potere dell’Idra           | Hydra Awakens                 |
| 11 (193) | Comoara magică a Syderiei    | Il tesoro magico di Syderia   | Treasures of Syderia          |
| 12 (194) | Petrecere surpriză pe Pământ | Festa a sorpresa              | Surprise Party on Earth       |
| 13 (195) | Umbra lui Valtor             | L’ombra di Valtor             | Valtor’s Shadow               |
| 14 (196) | Steaua dorințelor            | La stella dei desideri        | The Wishing Star              |
| 15 (197) | O nouă misiune               | Una nuova missione            | Mission for the Prime Stars   |
| 16 (198) | Sărbătoarea Sparxului        | La festa dello Sparx          | The Sparx Festival            |
| 17 (199) | Rochia reginei               | Il vestito della regina       | Dress Fit for a Queen         |
| 18 (200) | Valea unicornilor zburători  | La valle degli unicorni alati | Valley of the Flying Unicorns |
| 19 (201) | Turnul dincolo de nori       | La torre oltre le nuvole      | Tower Beyond the Clouds       |
| 20 (202) | Inima verde de pe Linphea    | Il cuore verde di Linphea     | The Green Heart of Linphea    |
| 21 (203) | Concursul de dans pe Melodie | La gara di ballo su Melody    | Dance Contest on Melody       |
| 22 (204) | Secretul armoniei            | Il segreto dell’armonia       | The Secret of Harmony         |
| 23 (205) | Între pământ și mare         | Fra terra e mare              | Between the Earth and the Sea |
| 24 (206) | Dyamond pe gheață            | Tra i ghiacci di Dyamond      | Dyamond on Ice                |
| 25 (207) | Vulpea albă                  | La volpe bianca               | The White Fox                 |
| 26 (208) | Scris în stele               | Scritto nelle stelle          | Written in the Stars          |